# Geographie Montenegros
Die Geographie Montenegros (montenegrinisch Црна Гора Crna Gora [ˈt͡sr̩naː ˈɡɔra], Schwarze Berge) wird wesentlich von den Südost-Dinariden geprägt. Das Gebirge fällt zur Küste an der Adria steil ab. Die Bucht von Kotor im Norden ist eine der größten und tiefsten Buchten des Mittelmeerraums. Im Süden teilt sich Montenegro mit Albanien den Skutarisee, den größten See Südeuropas. Rund um den See und an der Küste in Südmontenegro finden sich größere Ebenen. An der Küste und im Skutarisee gibt es einige kleine Inseln.
Montenegro liegt im Westen der Balkanhalbinsel und grenzt im Südwesten an die Adria, im Süden an Albanien, im Südosten an den Kosovo, im Osten an Serbien, im Norden an Bosnien-Herzegowina und an der Küste im Nordwesten an Kroatien.
Montenegro ist mit etwa 46 Einwohner pro km² im europäischen Vergleich dünn besiedelt, nur die Staaten Nord- und Osteuropas weisen noch geringere Bevölkerungsdichten auf. Insbesondere ist die karge Karstregion in Westmontenegro (Orjen, Lovćen) sehr dünn besiedelt. Hier bieten nur wenige Poljen etwas landwirtschaftlich nutzbaren Boden (Grahovo, Cetinje).
Gegen Norden und Osten finden sich die höchsten Erhebungen Montenegros. Hier liegen der Durmitor und das Prokletije-Massiv, die zentralen Hochgebirgsmassive, die über 2500 Meter aufragen.

## Geologie

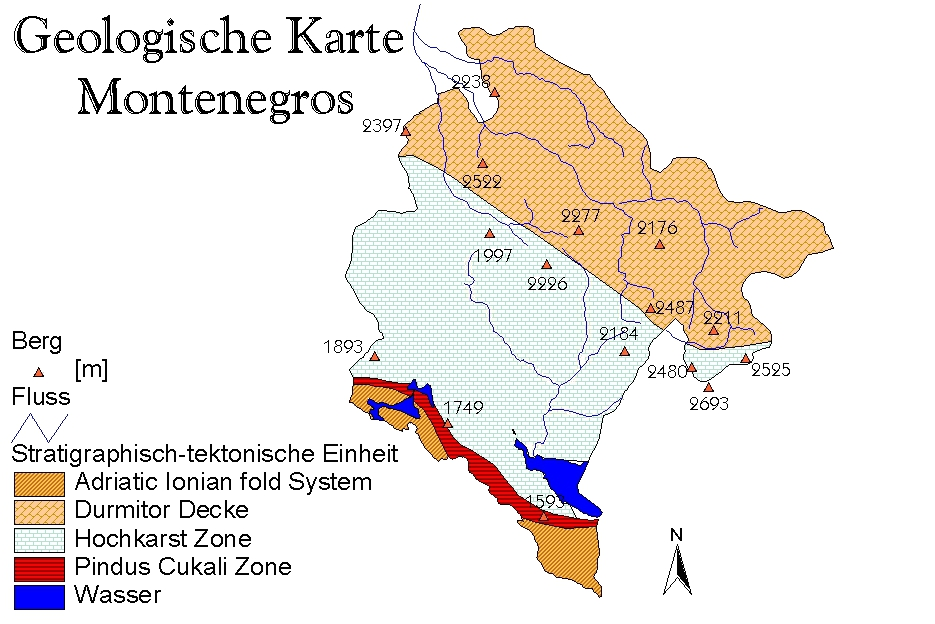
Geologisch-tektonische Zonen Montenegros. Den Hauptteil nehmen kretazische Kalkdecken von über fünf Kilometer Mächtigkeit ein (Hochkarstzone). Hier fehlen Fließgewässer überwiegend. Die Durmitordecke im Norden zeigt dagegen ein reiches fluviales Netz (Fluviokarst)

Montenegro ist in vier stratigraphisch-geologische Zonen eingeteilt. Mehr als zwei Drittel Montenegros gehören dabei zum Karst. Die tektonischen Einheiten der Küste gehören dem neotektonisch aktiven Bereich an, was zu Katastrophen-Erdbeben führte (1556, 1666, 1979: 7,0 auf der Richterskala). Geologisch kennzeichnend sind die mindestens 4,3 Kilometer mächtigen kreide- und jurazeitlichen Kalksteine. Aufgrund der Eintönigkeit der massigen mesozoischen Kalke und der hohen Niederschlagssummen ist die Region extrem verkarstet.
Ein ausgeprägter geologischer Sonderstatus ist im Kontrast zur tief in das Gebirgsplateau des Orjen eingemeißelten Bucht von Kotor zu finden. An der Grenze zweier geologischer Einheiten ist die Bucht durch erosive und tektonische Prozesse entstanden, die bis in die jüngere Vergangenheit andauern, als im Orjen vor 20.000 Jahren eine mächtige pleistozäne Vergletscherung existierte, die durch das Abschmelzen der riesigen, ca. 150 Quadratkilometer großen Gletscher zu Überflutungen der Poljen von Grahovo und Dragalj führte.
Günstigere Verhältnisse herrschen im Karst dort vor, wo wasserhaltende Flysch-Fazien der Trias, Jura, Kreide und des Paläozäns liegen. Sie sind als stark erodierte Reste im Mittelteil der Bucht von Kotor erhalten, wo kurze Bäche für die Betreibung von Mühlen teils bis heute genutzt werden.

## Geomorphologie

### Gebirge

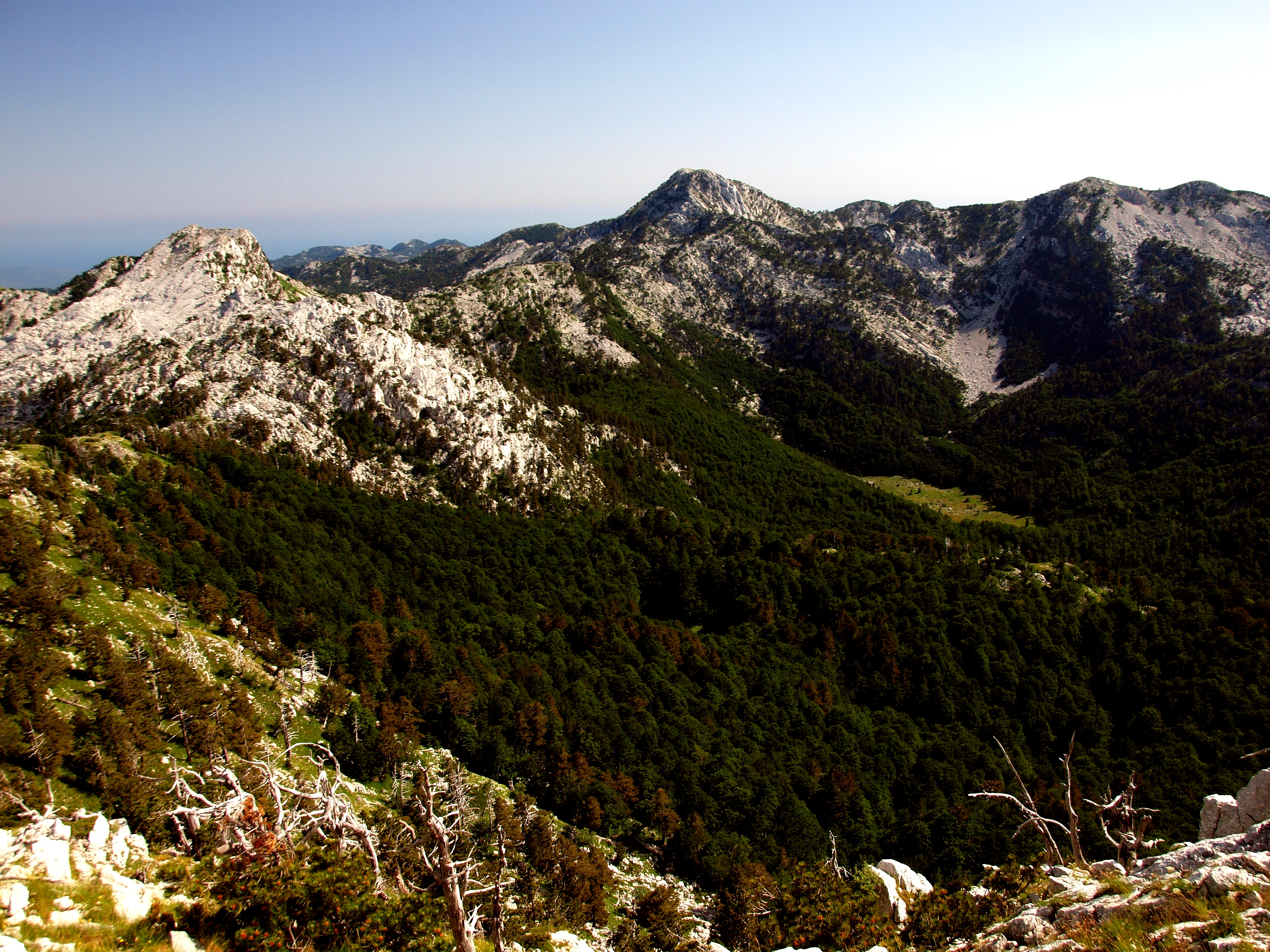
Trogtal und Glaziokarst im mediterranen Orjen

Montenegro ist praktisch gänzlich Gebirgsland. Im Westen und Süden steigen die stark verkarsteten Küstengebirge auf knapp 2000 m abrupt aus der Adria auf. Gegen Norden schließen sich die Hochplateaus des Durmitors sowie die tief zertalten Hänge der Prokletije an. Die Berggipfel Im Norden und Osten des Landes erreichen durchweg Hochgebirgsniveau. Der höchste Berg Montenegros ist die Zla Kolata (2534 m. i. J.) im Prokletije auf der albanischen Grenze. Mit 2522 m. i. J. ist der Bobotov Kuk im Durmitor die höchste Erhebung innerhalb der Landesgrenzen.
Eine Sonderstellung unter den Küstengebirgen nimmt der Orjen ein, da hier ein Hochgebirgsrelief in innigster Verbindung zur Meeresküste entwickelt ist und die Bucht von Kotor den Charakter eines übersteilen Kanals im Herzen der Hochdinariden hat.
Das harsche Klima der Dinariden durch kalte schneereiche Winter und die ungünstige Versorgungssituation durch die in Schluchten (Piva, Tara) und über Hochgebirgspässe führenden Verkehrsverbindungen, kann in strengen Wintern zu erheblichen Beeinträchtigungen führen.

### Küste

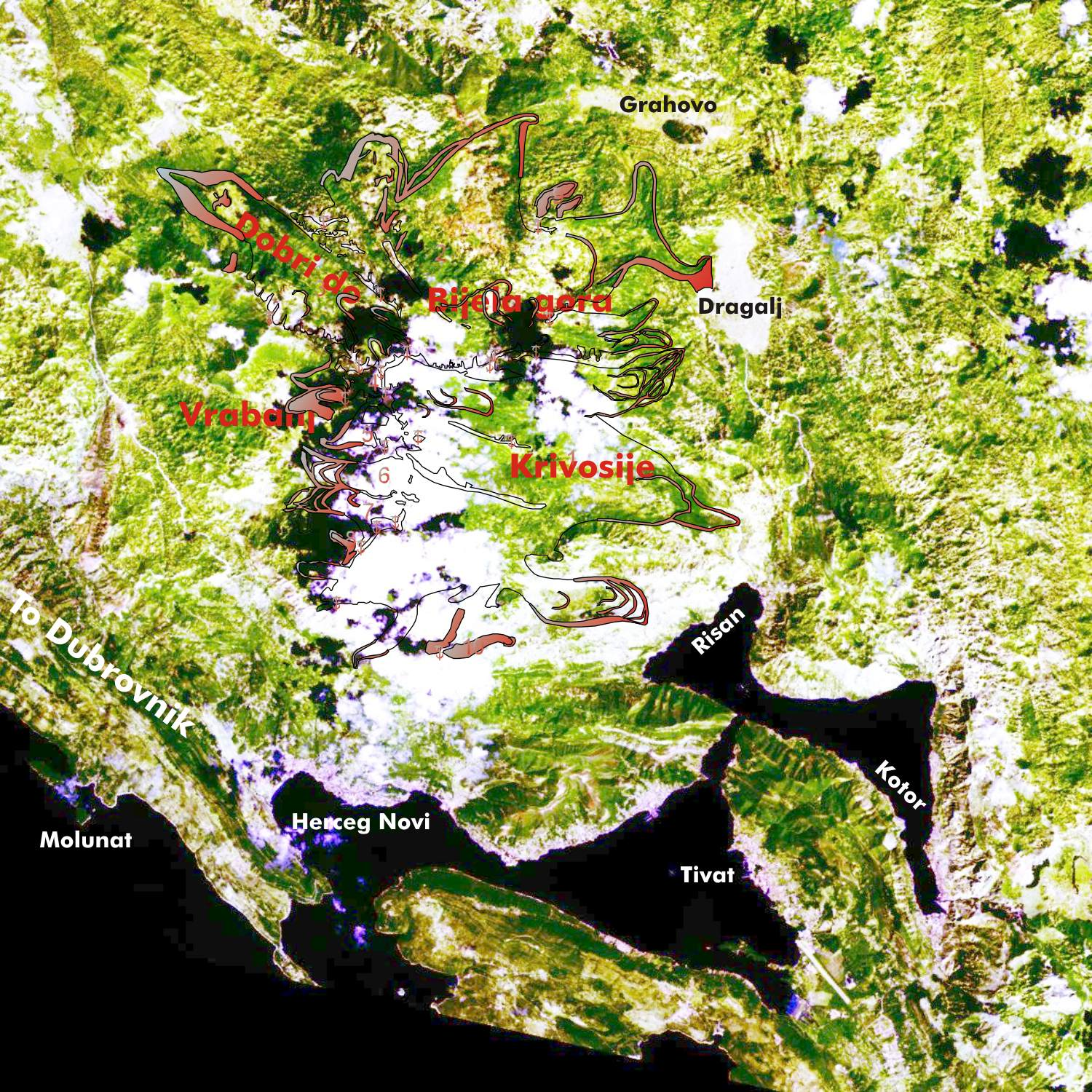
Teil der montenegrinischen Küste (Bucht von Kotor) auf einem Weltraumbild

Die montenegrinische Küste befindet sich im südöstlichen Teil des Adriatischen Meeres, zwischen Kroatien und Albanien. Von 260,2 Kilometer Küstenlinie entfallen 249,1 Kilometer auf die engere Küste und 11,1 Kilometer auf die Inseln. Die Steil abfallende Küste wird durch die Kalkgebirge des Hinterlandes (Orjen, Lovcen, Rumija) vom Landesinneren getrennt. Nur im Südteil Montenegros ist ab Ulcinj eine Niederungsküste entwickelt. Das maritime Klima und die touristische Inwertsetzung der Küstenorte hat hier zu einem Ausbau der touristischen Infrastruktur seit den 1960er Jahren geführt. Bedeutende Touristenzentren sind Herceg Novi, Tivat, Kotor, Budva und Ulcinj.
Der Wassermangel durch den Karstcharakter führt im Sommer zu Versorgungsengpässen, da einige der örtlichen Süßwasserquellen verbracken, so dass Trinkwasser aus Bosnien (Trebišnjica) eingeführt werden muss.
Das Meer erreicht schnell bedeutende Tiefen, da auch der tiefste Punkt der Adria mit 1280 Meter direkt vor der montenegrinischen Küste liegt. Hohe sommerliche Wassertemperaturen und Nährstoffmangel sind für das adriatische Meer generell prägend. Fischfang spielt lokal eine Wichtige Rolle, konzentriert sich aber vor allem auf die Bucht von Kotor und die Mündung der Bojana mit dem Skutarisee.

### Gewässer

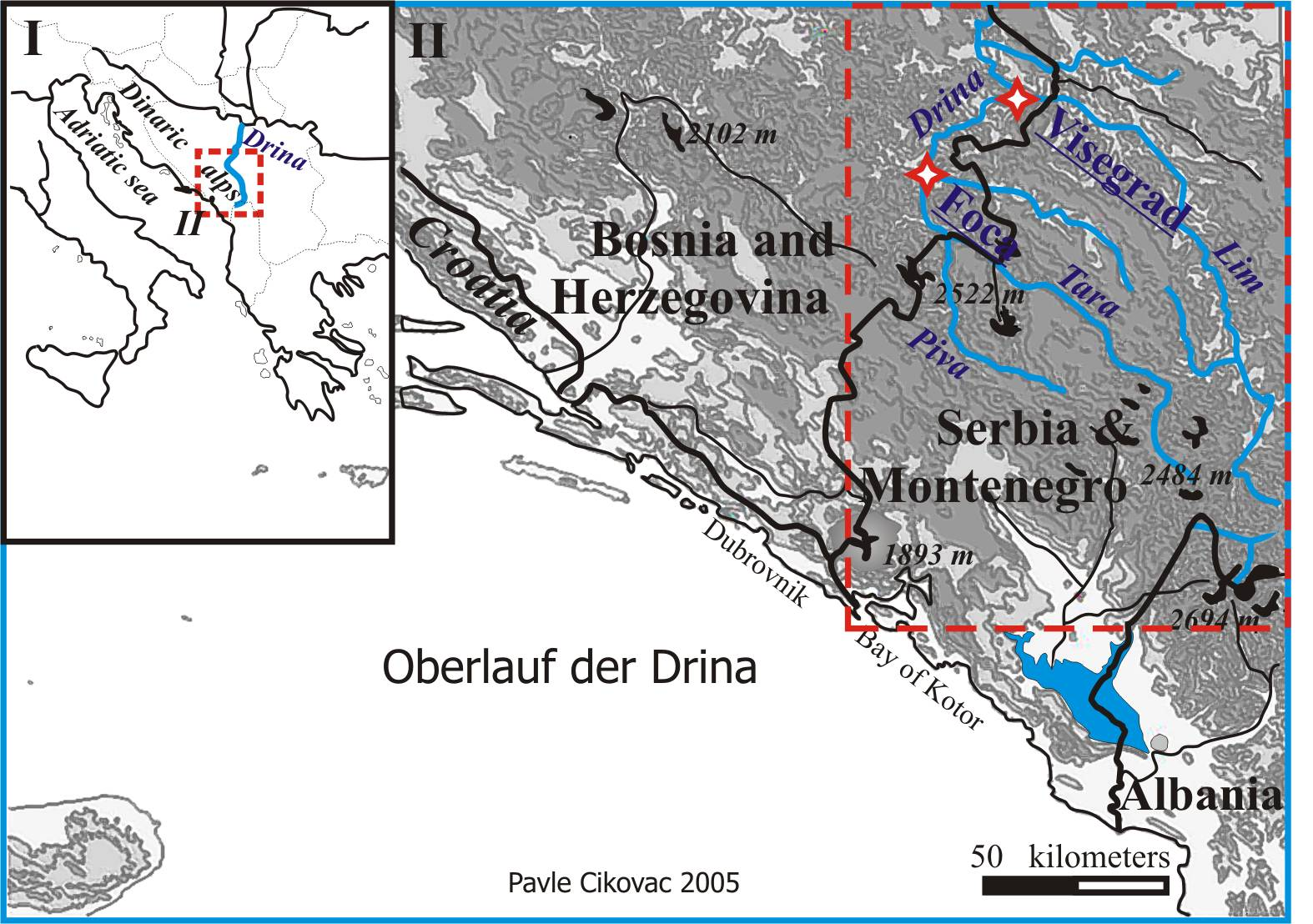
Hydrologische Netz in Montenegro und das Einzugsgebiet des Oberlaufs der Drina

52,5 % Montenegros gehören zum Einzugsgebiet des Schwarzen- und 47,5 % des adriatischen Meeres. Nur ein größeres Flusssystem, dass Zeta-Morača System, entwässert zur Adria.
Das Einzugsgebiet der Adria beträgt etwa insgesamt 6.560 Quadratkilometer. Dazu gehören die Morača, mit ihren Nebenflüssen Zeta und Cijevna, Rijeka Crnojevica und Orahovstica. Diese drei Gewässer fließen in den Skutarisee und über die Bojana in die Adria. Die Moraca ist 113,4 Kilometer lang und hat ein Einzugsgebiet von 2.628 km². Die Zeta ist 85 Kilometer lang und hat ein Einzugsgebiet von 1.216 Quadratkilometer.
Das Einzugsgebiet des Schwarzen Meeres in Montenegro beträgt 7.260 Quadratkilometer und besteht überwiegend aus dem Oberlauf der Drina mit den Zuflüssen Lim, Piva, Tara und Ćeotina.
Das größte Binnengewässer ist der Skutarisee an der Grenze zu Albanien. An dessen nördliches Ufer schließt sich eine Tiefebene an, in der die Hauptstadt Podgorica liegt. Neben dem Skutarisee verfügt das Land vor allem über kleine Bergseen. Ein bedeutendes Feuchtgebiet ist die Saline von Ulcinj im flachen Mündungsbereich der Bojana.
Siehe auch: Liste der Seen in Montenegro

### Karst

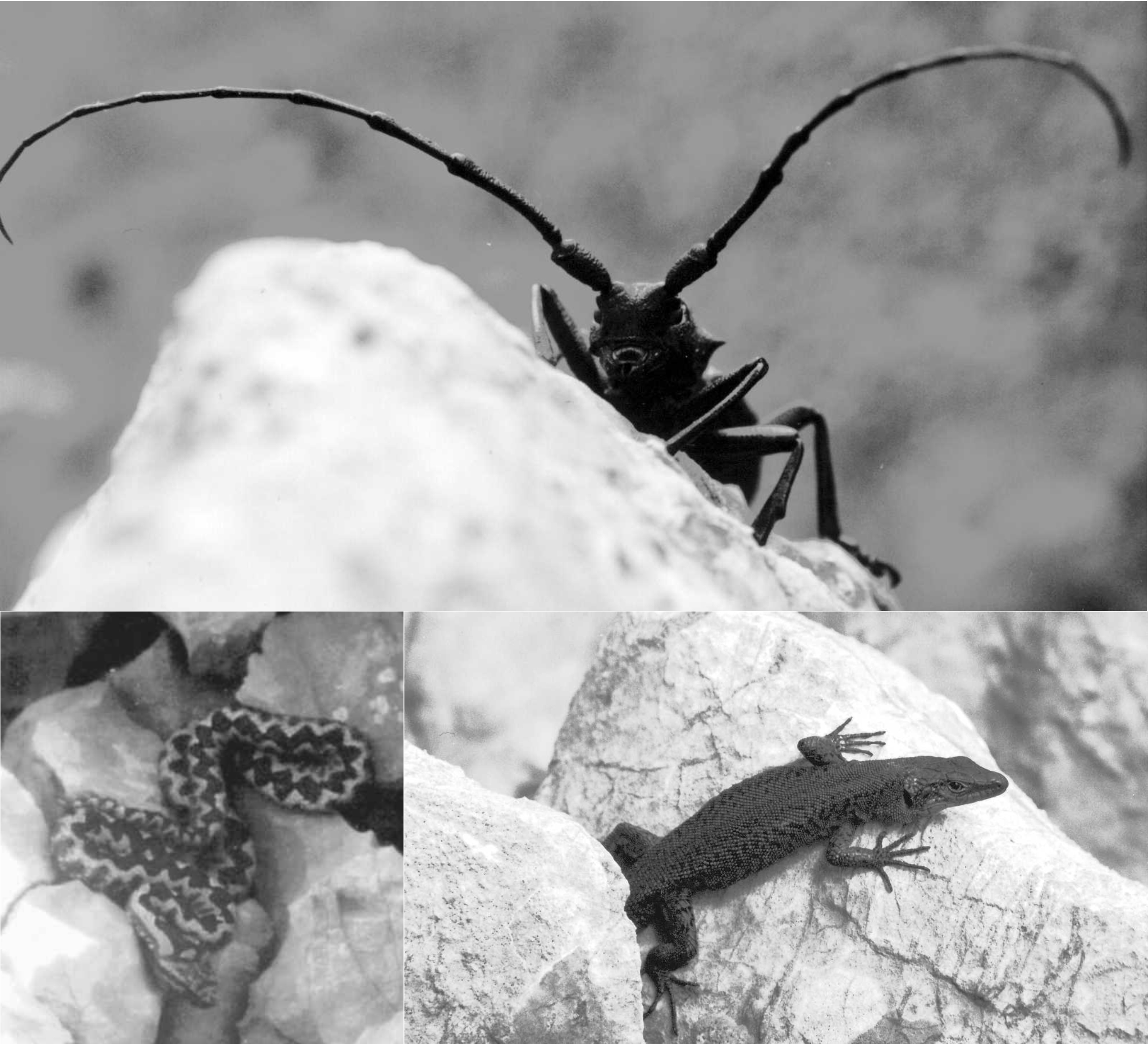
Endemische Karstfauna

Die aktive Evolution des Karstreliefs ist von Temperatur, Lithologie, Vegetation und Verfügbarkeit von Wasser abhängig. Davon hängt die Höhenverbreitung der Karstformen ab. Der Bereich Montenegros wird zum stark entwickelten Holokarst gestellt. Dieser Termin basiert auf dem Fehlen fluvialer Formen. Geologisch sind mächtige Massenkalke Voraussetzung. Das Begriffspaar Holokarst-Merokarst hat das Fundament für klimatische Variationen der Karstphänomene gelegt. Holokarst ist subtropisch und tropisch, Merokarst temperat verbreitet (in Deutschland die Schwäbische Alb).
Jovan Cvijić sieht den montenegrinisch-herzegowinischen Hochkarst als ausgebildetsten Karst in Europa an: „Es gibt keinen tieferen und entwickelteren Karst als diesen herzegowinisch-montenegrinischen zwischen der unteren Neretva, Skutarisee und Adriatischem Meer. Nicht ein Tropfen Wasser fließt oberflächlich ab, sondern alles versinkt in Schloten, Ponoren Klüften und Vertiefungen.“
Starke tektonische Bewegungen verbunden mit extremer Verkarstung haben auch das einzige ursprüngliche große Abflusssystem im montenegrinischen Holokarst, die Bokeljska reka, zerstört (im Unterlauf noch durch die Bucht von Kotor zu rekonstruieren).
Die längste Höhle Montenegros ist die Vražji firovi mit über zehn Kilometern Länge nordöstlich von Berane. Die tiefste Höhle des Landes ist die Željezna jama (–1027 Meter) im Berg Maganik.

## Klima

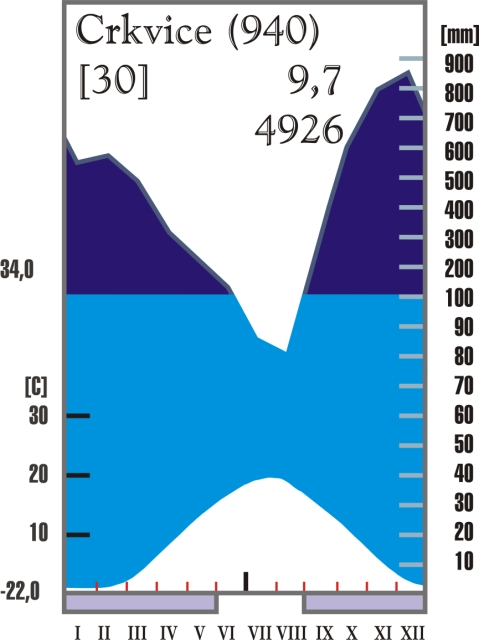
Klimadiagramm Crkvice im mediterranen Hochgebirge Orjen oberhalb der Bucht von Kotor. Hier werden die absolut höchsten Niederschlagssummen in Europa gemessen. Bei ca. 130 Regentagen im Jahr sind Starkregen besonders im Herbst und Winter typisch

Trotz seiner geringen Ausdehnung hat Montenegro Anteil an drei verschiedenen klimatischen Zonen. Der vollmediterrane Küstenstreifen hat zwar die geringste Ausdehnung, ist aber durch seine überragende kulturhistorische Rolle von besonderer Bedeutung. Hier liegen die Orte Herceg Novi, Kotor, Budva, Bar und Ulcinj. Mit dem Gebirgsanstieg beginnt die submediterrane Zone, die sich 50 Kilometer landeinwärts erstreckt. Cetinje, Nikšić und Podgorica haben kältere Winter, aber auch wärmere Sommer als die Küstenstädte. Das größte Gebiet nimmt die Gemäßigte Klimazone in Montenegro ein. Hier herrschen ganz ähnliche Bedingungen wie in Mitteleuropa, nur sind die Temperaturen höher. Zu dieser Zone gehören der Durmitor mit Žabljak und die Städte Pljevlja, Prijepolje und Kolašin. Am Durmitor liegt einer der südlichsten Gletscher Europas.
Eine Besonderheit am Klima Montenegros ist, dass hier die höchsten Niederschlagsmengen in Europa gemessen werden. Mit 5000 Millimeter (5000 Liter pro Quadratmeter) ist Crkvice im Orjen der regenreichste Ort in Europa.
| Station       | Höhe [m] | Typ   | Character                                                                  | Niederschlag [mm] | Schneedecke  |
| ------------- | -------- | ----- | -------------------------------------------------------------------------- | ----------------- | ------------ |
| Zubački kabao | 1894     | D     | perhumides mediterranes Schneeklima                                        | ca. 6250          | ca. 140 Tage |
| Crkvice       | 940      | Cfsb  | (fs= ohne sommerliche Trockenheit), perhumides mediterranes Bergklima      | 4926              | 70 Tage      |
| Risan         | 0        | Cs’’a | (s’’= doppelte winterliche Regenzeit), perhumides mediterranes Küstenklima | 3500              | 2 Tage       |

* Nach der Köppenschen effektiven Klimaklassifikation gehört die montenegrinische Küste bei Risan (Bucht von Kotor) zum Klimatyp Cs’’a. Der besondere Charakter der mediterranen Bergstation Crkvice im Orjen wird durch den Klimatyp Cfsb deutlich.

### Vegetation

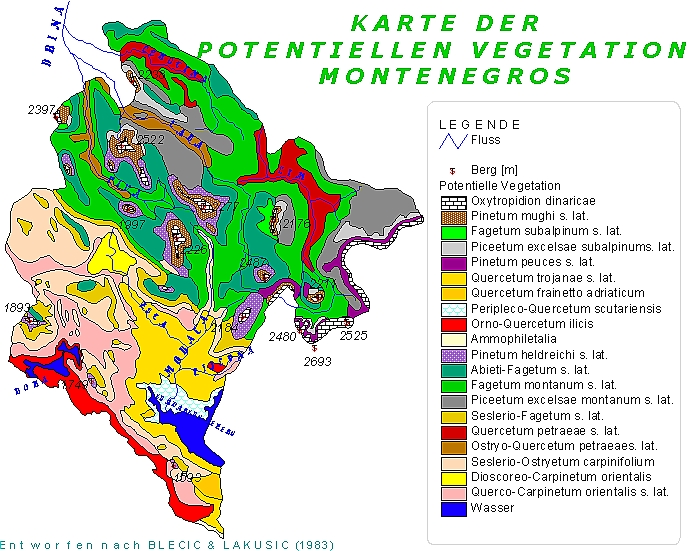
Vegetation in Montenegro mit Quercus trojana in der Niederung um den Skutarisee

Waldgesellschaften im illyrisch-dinarischen Buchenwald

Blečić und Lakušić verzeichnen in Montenegro 454 Vegetationseinheiten (37 Klassen, 53 Ordnungen, 97 Verbände und 267 Assoziationen). Die Karte der potentiellen Vegetation Montenegros verzeichnet 20 grundsätzliche Vegetationstypen – 18 Waldtypen und 2 Rasengesellschaften. Große Teile können aber nur noch als degradiert betrachtet werden und sind Ersatzgesellschaften aus Derivaten der potentiellen Vegetation und anthropogen begünstigter Formen.

Das herausstechendste Merkmal ist die unmittelbare räumliche Nähe alpiner Hochgebirge und mediterraner Tieflagen. Durch die meridional angelegten Schluchten ist bis in die Tallagen der Hauptketten der hohen Dinariden ein submediterraner Florencharakter möglich. Canyons waren darüber hinaus eiszeitliche Refugialräume und sind biogeographisch-florenhistorisch aufschlussreich.
Die illyrische Florenprovinz als Subregion der eurosibirischen Region wird von typisch nemoralen sowie borealen Baumvertretern (Buche, Fichte, Weißtanne) geprägt. Mitteleuropäische Horoelemente sind in der Waldvegetation weithin bestimmend. Sie reichen in den Gebirgen um die Bucht von Kotor unmittelbar an die Küste. Der schmale mediterrane Küstensaum im Inneren der Bucht ist wenige hundert Meter breit; die Hartlaubvegetation reicht bis 600 m, submediterrane Formationen bis 1000, oberhalb 1000 Meter dominieren Buchen und ab 1500 Meter finden sich Panzerkiefern ein.
Die meernahe Abdachung der dinarischen Küstenketten gehört zur (sub)mediterranen Region der Adriatischen Provinz, während die meerferne Seite zur Illyrischen Subregion der Mitteleuropäischen Florenregion zählt. In Montenegro sind 3136 Arten von Gefäßpflanzen (Pteridophyta, Pinophyta, Magnoliophyta) verzeichnet, darunter 201 endemische Arten. Glazialrelikte sind im Durmitor und Prokletije, Tertiärrelikte im Orjen häufig.
Die südeuropäische Gebirgsflora ist mit der dinarischen Provinz vertreten. Die Südostdinariden besitzen eine reiche temperate, (sub)mediterrane- und oromediterrane Flora mit signifikantem Auftreten illyrischer Endemiten. Lokalendemiten finden sich besonders im Orjen (8) und Prokletije (15). Die größte Artenvielfalt bietet der Prokletije mit 542 Arten, im Orjen treten 243 Arten von Orophyten auf.
Topographie und Relief kommt in der Grenzlage bei Ausbildung der Florenregionen eine tragende Rolle zu. Die Gebirgsbarriere der litoralen Dinariden (800–1900 Meter) wehrt den mediterranen Klimaeinfluss an der Steilstufe zur Adria ab, nur über die Senken ist ein weiteres Ausgreifen möglich. Das subtropische Biom und mit ihr die adriatische Florenprovinz nimmt daher nur den schmalen Raum der dalmatinischen Küste ein. Die in die Hochkarstzone hineinreichende Bucht von Kotor führt mediterrane Florenelemente noch zum schneebedeckten Orjen.
Thermophile Arten wie die paläoendemische halbimmergrüne Mazedonische Eiche (Quercus trojana), Europäische Hopfenbuche (Ostrya carpinifolia), Orientalische Hainbuche (Carpinus orientalis) und Mannaesche (Fraxinus ornus) finden sich in der submediterrane Zone.